# Túneles de Limache
Los túneles de Limache corresponden a una red de túneles subterráneos encontrados a comienzos de julio de 2016 en los jardines de la Casa Eastman, en la ciudad chilena de Limache, Región de Valparaíso.
Durante el siglo xx y comienzos del siglo xxi, la existencia de estos túneles se mantuvo como una leyenda urbana local.

## Antecedentes
En julio de 2016, trabajadores de la Unidad de Operaciones de la Municipalidad de Limache que se encontraban realizando obras en las cercanías de la casa patronal de la Hacienda Eastman, encontraron una escotilla oculta en los jardines del predio, quienes al abrirla dejaron al descubierto una entrada a los túneles. El alcalde de Limache, Daniel Morales, emitió la declaración oficial del descubrimiento, señalando que el municipio comenzaría con todas las indagaciones pertinentes para recavar el máximo de datos sobre la construcción en estado de abandono.
Dentro de la construcción se encontró una inscripción pulida a mano con el año «1929», aunque según algunos expertos en construcción e historiadores, estiman que fueron construidos a finales del siglo XIX a partir de 1890. Asimismo, se desconoce la cantidad exacta, extensión total y las interconexiones entre los distintos túneles, no obstante se calcula un promedio de 4 kilómetros de longitud.